# Йоун Тодлаукссон
Йо́ун То́длаукссон (исл. Jón Þorláksson; 3 марта 1877, Вестюрхоупсхоулар, Вестюр-Хунаватн — 20 марта 1935, Рейкьявик) — исландский политический и государственный деятель. Премьер-министр Исландии с 8 июля 1926 года до 28 августа 1927 года.

## Биография
Родился 3 марта 1877 года в Вестюрхоупсхоуларе. Его родители: домохозяйка Маргрьет Йоунсдоуттир (Margrét Jónsdóttur; 27 ноября 1835 — 15 сентября 1927) и фермер Тодлаукюр Симон Тодлаукссон (Þorlákur Símon Þorláksson; 28 марта 1849 — 22 ноября 1908). Был младшим ребёнком. Старшая из сестёр Маргрьет Мария (Margrét María Þorláksdóttir; 12 апреля 1872 — 26 февраля 1881) умерла в детстве, вторая сестра Бьёрг Тодлаукссон (1874—1934) стала первой исландской женщиной, получившей степень доктора философии (PhD), брат Тодлаукюр Магнус Тодлаукссон (Þorlákur Magnús Þorláksson; 19 ноября 1875 — 12 апреля 1942) стал фермером.
В 1897 году окончил так называемую латинскую школу в Рейкьявике, в 1903 году — Политехническую школу в Копенгагене, где получил диплом инженера.
В 1903—1905 года по поручению правительства Исландии занимался исследованиями в области строительных материалов и строительства. 
В 1905—1917 годах — главный инженер Исландии. С 1917 по 1923 год управлял независимым инженерным бюро и магазином стройматериалов в Рейкьявике, а с 1923 года и до конца жизни управлял магазином стройматериалов в партнёрстве с Оускаром Нордманном (Óskar Norðmann; 1902—1971).
В 1904—1911 годах был первым директором Технической школы в Рейкьявике, в 1916—1917 годах — преподаватель на почасовой оплате. В 1912—1914 и 1922—1924 годах — председатель Союза инженеров Исландии (Verkfræðingafélag Íslands, VFÍ).
Был членом городского совета Рейкьявика в 1906—1908 и 1910—1922 годах, председателем в 1920—1922 годах.
В 1921 году впервые избран в альтинг от избирательного округа Рейкьявик от Партии автономии. С 1926 года по 1934 год — депутат, избранный по национальному списку.
После распада Партии автономии присоединился к внепартийной коалиции (Utanflokkabandalagið), затем к коалиции экономности (Sparnaðarbandalagið), потом к Гражданской партии (Borgaraflokkurinn). В 1924—1929 годах был председателем Консервативной партии, основанной членами Гражданской партии.
22 марта 1924 года назначен министром финансов в правительстве Йоуна Магнуссона, укрепив исландскую крону. 6 июля 1926 года назначен новым премьер-министром, сменив Йоуна Магнуссона, который умер 23 июня. Вступил в должность 8 июля, одновременно занимал пост министра финансов, ушёл в отставку 28 июля 1927 года, но занимал пост до 28 августа.
После поражения Консервативной партии на парламентских выборах 1927 года — лидер оппозиции. В 1929 году стал одним из основателей консервативной Партии независимости и её председателем, уйдя в отставку с этого поста в 1934 году.
30 декабря 1932 года избран мэром Рейкьявика. Вступил в должность 1 января 1933 года и занимал эту должность до конца своей жизни.
Умер 20 марта 1935 года, в возрасте 58 лет.

## Личная жизнь
10 августа 1904 года женился на домохозяйке Ингибьёрг (Ingibjörg Claessen; 13 декабря 1878 — 7 августа 1970). У пары были две дочери: Анна Маргрьет (Anna Margrét; род. 1915) и Элин Кристин (Elín Kristín; род. 1920).

## Признание
Ханнес Хоульмстейнн Гиссюрарсон (Hannes Hólmsteinn Gissurarson) написал книгу «Йоун Тодлаукссон, премьер-министр» (Jón Þorláksson forsætisráðherra, 1992).